# William Alexander
Pour les articles homonymes, voir William Alexander (homonymie) et Alexander.
William Alexander, né le 10 avril 1767 à Maidstone (Kent, Royaume-Uni) où il est mort le 23 juillet 1816 est un peintre, illustrateur et graveur anglais.

## Biographie
William Alexander est né à Maidstone dans le Kent. Son père, Harry Alexander, était carrossier. Il suivit son éducation au Lycée de Maidstone, le Maidstone Grammar School, mais en 1782, alors qu'il avait 15 ans, la famille s'installa à Londres où il étudia l'art, d'abord avec le peintre William Pars, puis avec Julius Caesar Ibbetson. En février 1784, il fut admis à la Royal Academy. Il s'applique à apprendre la peinture, avec l'assentiment et le soutien de Sir Joshua Reynolds lui-même.
En 1792, il est l'un des dessinateurs de l'Ambassade britannique envoyée en Chine, dite ambassade de Macartney. Il accompagna le comte George Macartney à Pékin où il réalisa des dessins pour des gravures illustrant des publications de l'explorateur George Staunton. 
En 1794, il retourna en Angleterre et épousa Jane Wogan l'année suivante. Elle mourut peu après.

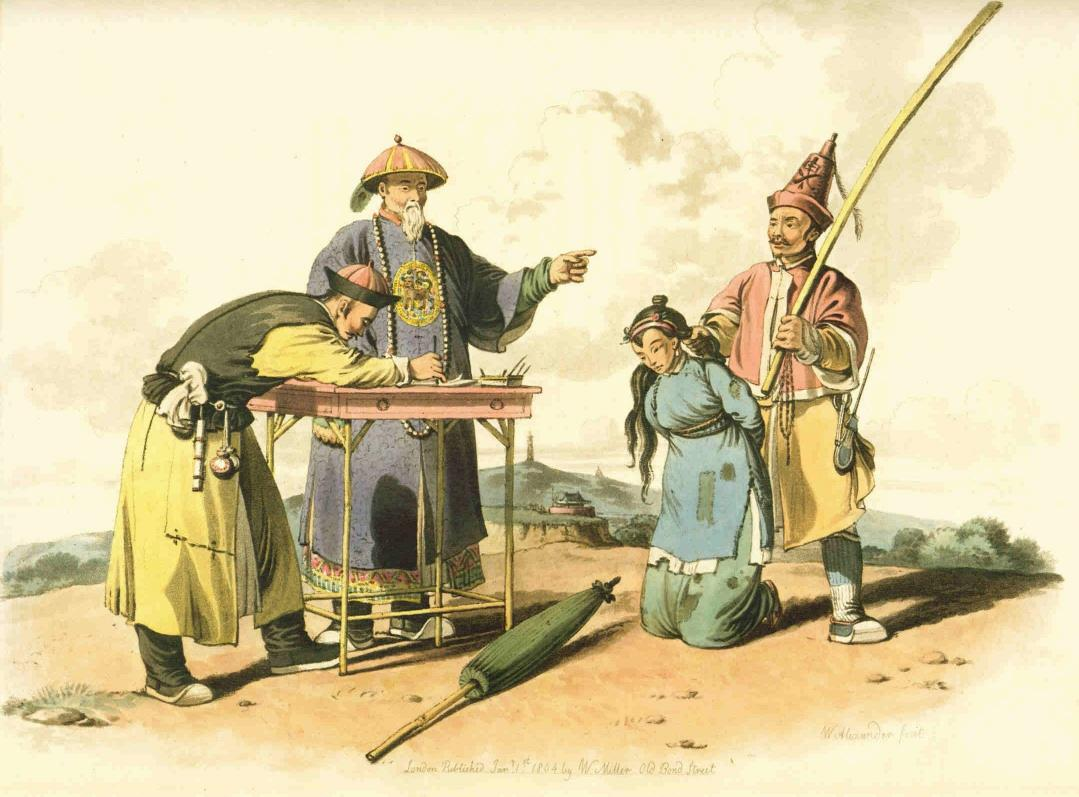
Scène de torture en Chine
Aquarelle (1804)

Il publia et illustra toute une série de livres retraçant ses voyages tels que « Vues des caps, des îles, etc. prises pendant le voyage en Chine » (1798), mais aussi des dessins réalisés pour le livre de George Vancouver, « Voyage de découvertes à l'océan Pacifique du nord et autour du monde » (1798). Il réalise également des gravures descriptives dans l'ouvrage du Baron John Barrow, « Voyage en Chine » (1804) et « Voyage en Cochinchine » (1806). En 1805, il publie « The Costume of China » , illustré de 48 gravures en couleurs, et qui fut si bien reçu que plus tard un autre volume fut publié en 1814 - encore une fois avec 48 planches en couleurs.
En 1802, William Alexander fut nommé professeur de dessin dans un Lycée Militaire à proximité de la ville de Marlow. Il démissionna en mai 1808 pour prendre le poste de conservateur adjoint des antiquités au British Museum. Durant les années 1810, 1812 et 1815, Alexander réalisa des peintures sur terre cuite et sur du marbre au British Museum qui furent gravées et publiées en 3 volumes, accompagnés de commentaires écrits par Taylor Combe, le conservateur du département des antiquités, Avant sa mort, il acheva les dessins destinés à un quatrième volume.
William Alexander est décédé dans la maison de son oncle à Maidstone en juillet 1816, et il a été enterré dans le cimetière de Boxley. 
Dans une de ses notices nécrologiques, il est décrit comme « un homme de mœurs paisibles, sans prétention, maître de son art et d'une parfaite intégrité. »
Les caractéristiques des œuvres de William Alexander, généralement des aquarelles, sont la clarté et l'harmonie des couleurs, la simplicité et le sens de la composition, la grâce des lignes et la finesse de l'exécution. Outre ses travaux de dessinateur, il a effectué plusieurs gravures, dont la principale est une représentation de la fête organisée le 1er août 1799 par Charles Marsham, comte de Romney, en l'honneur des 600 volontaires ayant accueilli le Roi George III.